# Raymond Colrat de Montrozier
Jean Marcel Raymond Colrat de Montrozier (Sarrazac, 10 août 1872 - Paris, 6 novembre 1931) est un journaliste et explorateur français.

## Famille
La famille Colrat de Montrozier, d'ancienne bourgeoisie de Haute-Auvergne, résidait  à Chaudes-Aigues. Elle avait acquis le château de Montrozier à la fin du XVIIIe siècle. Maurice Colrat (1871-1954), directeur du journal L'Opinion, était ministre sous la Troisième République. 
Elle fait partie des familles subsistantes d'ancienne bourgeoisie française.

## Biographie
Raymond Colrat de Montrozier participe en 1898-1899 à la mission commerciale de Bonnel de Mézières, dont son livre, Deux ans chez les anthropophages, est en partie le journal de la mission. Les autres collaborateurs de la mission sont Charles Pierre, Georges Bourgeault et Louis Martel. Colrat de Montrozier arrive à Bangui le 24 août 1898, par la Henriette, vapeur hollandais venant de Brazzaville. Il est reçu par le docteur Briand qui le soigne et avec lequel il chasse. « Ces messieurs ont l'air honnête pour des commerçants coloniaux ; il en est arrivé deux par l' Henriette le 24 août et un par l'Antoinette avant-hier ; ce dernier connait déjà le pays et a occupé le premier Tambourah avec Liotard ; l'année dernière encore il y était. Les deux autres vont monter bientôt ». écrit le docteur. Il remonte alors le Congo puis l'Oubangui et visite les sultanats du Mbomou : Bangassou, Rafaï et Zémio. 
Seul, il explore la vallée de la Chinko puis le Bahr el Ghazal et le pays Djour de Tamboura à Fort-Desaix. Il démontre que la grande richesse de ces contrées est le caoutchouc, le musc et l'indigo. Son voyage débouche sur la fondation de la Compagnie commerciale des Sultanats.
En 1903, il effectue encore un périple en Asie centrale puis Codirecteur du Courrier de Tunisie (1908) et Directeur de La Semaine (1909), travaille comme correspondant de guerre en 1911 en Tripolitaine.

## Travaux
- « Les sultans du M’Bomou » Bull. SGCP, 1900
- « Les peuples du M’Bomou », Mouv. géo., 1902 ;
- Deux ans chez les anthropophages et les sultans du Centre Africain, 1902., rééd. L'Harmattan, 2004